# Wernell Reneau
Wernell Reneau (* 10. April 1965) ist ein ehemaliger belizischer Radrennfahrer.
Er nahm an den Olympischen Sommerspielen 1984 in Los Angeles teil. Er fuhr im Straßenrennen, beendete dies jedoch nicht.